# Culpho
Culpho is een civil parish in het Engelse graafschap Suffolk.